# John Feskens
John Feskens (Nimega, 3 novembre 1965) è un allenatore di calcio ed ex calciatore olandese, di ruolo centrocampista, video analista del PSV.